# Sha Tin
Sha Tin (in cinese 沙田) è un'area appartenente ai Nuovi Territori di Hong Kong, situata nel distretto omonimo.

## Geografia
Il centro abitato di Sha Tin, che oggi supera i 500 000 abitanti, sorge sulle rive del fiume Shing Mun. Prende il nome dai campi sabbiosi che hanno poi lasciato posto ai primi fabbricati, dove oggi sorge Sha Tin Dai Yat Shing (Sha Tin, the first town). Il centro si è poi allargato ad un territorio più esteso, e oggi il centro di Sha Tin presenta il centro commerciale "New Town Plaza", che attira gente da tutti i territori di Hong Kong.

## Trasporti
Sha Tin presenta nel proprio distretto due linee della MTR (la metropolitana di Hong Kong). 
La "East Rail Line" comprende qui le stazioni di Sha Tin, Tai Wai (anche snodo per la "Ma On Shan line", e Sha Tin Racecourse (vicina al celebre ippodromo di Sha Tin).
La "Ma On Shan Line" comprende in questo territorio le stazioni di Shek Mun, Che Wang Si, East Sha Tin e, appunto, la stazione di Taiwai.
A livello di rete stradale, Sha Tin sorge nell'asse Kowloon - Shenzhen, e lo stesso disttretto è collegato a Kowloon tramite il "Lion Rock Tunnel"

## Attrattive
Oltre al centro commerciale "New Town Plaza", Sha Tin attira turisti per l'Heritage Museum, con frequenti mostre sulla cultura cinese e di Hong Kong. Molto frequentato è, eccetto in estate, l'ippodromo di Sha Tin.